# 馬米利國家公園
馬米利國家公園（Mamili National Park）是南部非洲國家納米比亞的國家公園，位於該國西部，毗鄰與博茨瓦納接壤的邊界，佔地320平方公里，成立於1990年3月1日，雨季時80%土地被淹浸，野生動物包括河馬、鱷魚、非洲象、非洲水牛、羚羊等。

## 外部連結
- www.bushdrums.com （页面存档备份，存于）
- www.biosphere-expeditions.org （页面存档备份，存于）